# 백두산 (야구 선수)
백두산(2001년 5월 20일 ~ )은 KBO 리그 롯데 자이언츠의 포수이다.

## 롯데 자이언츠시절
2024년에 입단하였다. 2024년 5월 1일 키움 히어로즈와의 경기에 출전하며 데뷔 첫 경기를 치렀고, 경기에서 1타수 무안타를 기록하였다.

## 출신 학교
- 수영초등학교
- 대천중학교
- 개성고등학교
- 동의대학교